# Round Rock (Arizona)
Round Rock is een plaats (census-designated place) in de Amerikaanse staat Arizona, en valt bestuurlijk gezien onder Apache County.

## Demografie
Bij de volkstelling in 2000 werd het aantal inwoners vastgesteld op 601.

## Geografie
Volgens het United States Census Bureau beslaat de plaats een oppervlakte van
36,7 km², waarvan 36,5 km² land en 0,2 km² water. Round Rock ligt op ongeveer 1629 m boven zeeniveau.

## Plaatsen in de nabije omgeving
De onderstaande figuur toont nabijgelegen plaatsen in een straal van 40 km rond Round Rock.